# Липсваш ми
Липсваш ми (на корейски: 보고싶다, на английски: Missing You) е южнокорейски телевизионен сериал от 2012 г. с участието на Йон Юн Хе, Пак Ю Чун и Ю Сънг Хо. Излъчва се по MBC от 7 ноември 2012 г. до 17 януари 2013 г. в сряда и четвъртък от 21:55 за 21 епизода.
Приятелите от гимназията Джун У и Су Йон са разделени след ужасяваща трагедия. 14 години по-късно, Джун У е станал детектив, обзет от вина, който отчаяно търси Су Йон. Когато пътищата им се пресичат отново, тя вече е друг човек с нова самоличност.

## Сюжет
Петнадесетгодишната И Су Йон (Ким Со Хьон) е жертва на тормоз в училище, тъй като баща ѝ И Те Су е бил убиец, който е осъден на смърт и впоследствие обесен (по-късно се разкрива, че баща ѝ всъщност е бил лъжливо обвинен в престъплението, за което е бил осъден и екзекутиран). Чрез поредица от съдбоносни събития тя среща Хан Джун У (Йо Джин Гу), син на чебол и гангстер. Джун У защитава Су Йон от нападките, двамата стават приятели и скоро се влюбват.
Майката на Канг Хьонг Джун (Ан До Гю), която е любовница на дядото на Джун У и бащата на Джун У се карат за голяма сума пари. Тя успява да прехвърли парите в швейцарска банка с помощта на медицинската си сестра Джун Хе Ми. Освен това нарежда на Хе Ми да отвлече Джун У, за да може през това време безопасно да напуснат Корея с Хьонг Джун. И така един ден Джун У е отвлечен. Су Йон става свидетел на отвличането, опитва се да му помогне, но също е отведена от похитителите. Заради неочакван инцидент по време на отвличането на Джун У и Су Йон, те се разделят. Джун У бива спасен от баща си, но не успява да се върне и да помогне на Су Йон, която всички смятат за мъртва. Бащата на Джун У прикрива инцидента, като подкупва похитителите и полицията, за да фалшифицират смъртта на Су Йон. Хьонг Джун обаче спасява живота на Су Йон и убива детектива, който ги преследва. След това Су Йон напуска страната с Хьонг Джун и Хе Ми.
Четиринадесет години по-късно Джун У (Пак Ю Чун) вече е детектив от отдел „Убийства“. Той е решен да намери Су Йон, вярвайки, че тя не е мъртва. Су Йон (Йон Юн Хе) сега е известна като Зои Лу, успешен моден дизайнер, която все още носи емоционалните белези от миналото в себе си. Съдбата среща двамата отново. Отначало Зоуи не може да прости на Джун У, че я е изоставил по време на отвличането. Но виждайки, че той се опитва да я защити през цялото време, постепенно започва да му прощава. Междувременно Канг Хьонг Джун (Ю Сънг Хо), забогатял с парите, взети от майка му от семейство Хан, се връща в Корея за отмъщение. Той изглежда топъл и мил, но се оказва психопат убиец. Зад псевдонима Хари Борисън той жадува да отмъсти на бащата на Джун У за убийството на майка му.

## Актьорски състав
- Пак Ю Чун като Хан Джун У[3]
  - Йо Джин Гу като малкия Джун У

- Йон Юн Хе като И Су Йон / Зоуи Лу[4]
  - Ким Со Хьон като малката Су Йон

- Ю Сънг Хо като Канг Хьонг Джун / Хари Борисън[5]
  - Ан До Гю като малкия Хюнг Джун

- Чанг Ми Ине като Ким Юн Джу

- Хан Джин Хи като Хан Те Джун

- Сонг Ок Сук като Ким Мюнг Хи

- До Джи Уон като Хуанг Ми Ран

- И Се Йонг като Хан А Ръм